# Барокко, Рокко
Рокко Мускарьелло (итал. Rocco Muscariello, род. 26 марта 1948, Неаполь) — итальянский модельер, известный как Рокко Барокко. Основатель и владелец модного дома RoccoBarocco.

## Биография
Рокко Барокко родился в Неаполе в 1944 году. Имя модельера при рождении — Рокко Мускарьелло. В ряде источников также упоминаются варианты имени Дженнаро и Антонио. Псевдоним Рокко Барокко, на который модельер официально сменил имя, отсылает к архитектурным стилям рококо и барокко.

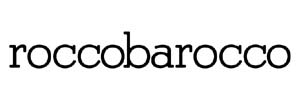
Логотип бренда RoccoBarocco

Провёл детство на острове Искья с восемью братьями. Начал работать модельером в ателье и бутике di Rino на острове Искья. В возрасте 18 лет переехал в Рим, где его талант заметили популярные модельеры: Патрик де Барентцен и Жиль. Совместно с последним Рокко Барокко выпустил первые коллекции.

В 1974 году Рокко открыл свою первую студию на Площади Испании в Риме. В 1977 году выпустил первую самостоятельную коллекцию Barocco Roma, а в 1979 году — линию готовой женской одежды. В середине 1980-х в числе аксессуаров, выпускаемых модным домом, появились часы.

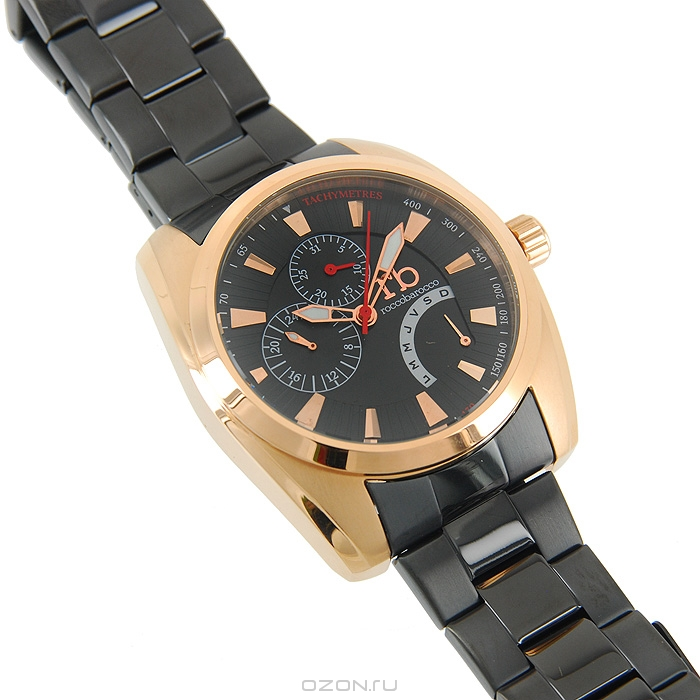
Часы RoccoBarocco

С 1987 года модный дом также выпускает парфюмерию. В разные годы выпускались линейки женских ароматов Roccobarocco, Silver Jeans, Gold Jeans, Mouse, Fashion Woman и мужских ароматов Gold Jeans Cologne, Mouse Cologne и Fashion Man. Наибольшего успеха в этой области удалось добиться с линейкой парфюма и туалетной воды Roccobarocco Tre, выпущенной на рынок в 1991 году.

## Успех

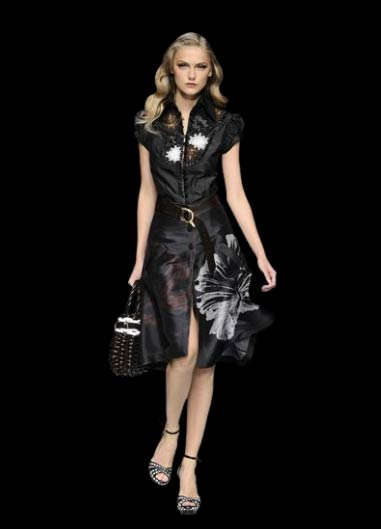
Коллекция RoccoBarocco «Лето 2009»

Работы молодого модельера получили высокую оценку коллег. Среди наград Рокко Барокко премия в области высокой моды «Maschera d’argento» (1967), премия «Singer» как лучшему молодому дизайнеру в Нью-Йорке и премия Питтсбурга в 1973.
Среди поклонников модного дома RoccoBarocco актрисы Клаудиа Кардинале, Лаура Антонелли и Лайза Миннелли. При этом с 1980-х годов модельер выпускает мужскую и женскую коллекции одежды прет-а-порте, рассчитанные на широкую аудиторию.

## Влияние и стиль
В работах модельера часто присутствуют оптические эффекты, эксперименты с узорами и формой, асимметрия. Среди популярных принтов, характерных для модного дома, — пятна и полоска. Предпочтение в тканях отдаётся атласу, кашемиру, трикотажу.
Отмечается серьёзное влияние RoccoBarocco на моду 1980-х. В тот период модельер сделал популярными чёрно-белые узоры. Также он часто использует детали из золота, сверкающие пайетки и вышивку.